# سفارة روسيا في الدنمارك
سفارة روسيا في الدنمارك هي أرفع تمثيل دبلوماسي لدولة روسيا لدى الدنمارك. تقع السفارة في بلدية كوبنهاغن ‏ وهي تهدف لتعزيز المصالح الروسية في الدنمارك.

## وصلات خارجية
- قائمة سفارات روسيا
- قائمة السفارات في الدنمارك